# Lista de vereadores de Euclides da Cunha da 12.ª legislatura
Esta é a lista de vereadores de Euclides da Cunha para a legislatura 1993–1996.

## Vereadores
Das treze vagas em disputa, o placar foi de sete para PFL, quatro para o PDS e dois para o PMDB.
|    | Nome                                                                                     | Partido | Votos | Observações |
| -- | ---------------------------------------------------------------------------------------- | ------- | ----- | ----------- |
| 1  | Bolivar Francisco Alves (1993-1994) (Euclides da Cunha, 05.02.1942–)                     | PDS     | 1.005 |             |
| 2  | Martha Terezinha Campos Abreu (Euclides da Cunha, 18.05.1958–)                           | PFL     | 862   |             |
| 3  | Jonas Rodrigues de Abreu (1995-1996) (Euclides da Cunha, 07.03.1952-)                    | PFL     | 815   |             |
| 4  | Rosângela Lemos Maia de Abreu, Rosa (Passos, 31.12.1955–)                                | PMDB    | 664   |             |
| 5  | José Bosco Nascimento Rehem (Euclides da Cunha, 28.08.1941-)                             | PFL     | 633   |             |
| 6  | Hilton de Abreu Celestino, Durão (Euclides da Cunha, 09.08.1950-)                        | PDS     | 623   |             |
| 7  | Antenor Dantas de Andrade (Euclides da Cunha)                                            | PDS     | 603   |             |
| 8  | José Dantas Lima, Zezé Lima (Euclides da Cunha, 04.07.1929–Euclides da Cunha,14.10.2019) | PFL     | 583   |             |
| 9  | Francisco Assis de Melo, Diassis (Euclides da Cunha, 17.04.1951-)                        | PFL     | 569   |             |
| 10 | Luiz Agres de Carvalho, Lula (Euclides da Cunha, 27.02.1946–Salvador, 30.04.2012)        | PFL     | 547   |             |
| 11 | Romilton Campos (Euclides da Cunha, 26.05.1955–)                                         | PFL     | 528   |             |
| 12 | Otaviano Silva Oliveira (Euclides da Cunha, 09.03.1935-)                                 | PDS     | 500   |             |
| 13 | José Wilson Matos Vitor (Euclides da Cunha, 08.03.1960–)                                 | PMDB    | 487   |             |

## Legenda
| Cor  | Significado          |
| Bege | Presidente da Câmara |
| Azul | Suplente             |

## Composição das bancadas
| Partido | Líder | Bancada | Posição  |
| ------- | ----- | ------- | -------- |
| PFL     |       | 7 / 13  | Governo  |
| PDS     |       | 4 / 13  | Governo  |
| PMDB    |       | 2 / 13  | Oposição |

| Bloco    | Líder | Bancada |
| -------- | ----- | ------- |
| Governo  |       | 11 / 13 |
| Oposição |       | 2 / 13  |